# Stephan Drăghici
Stephan Drăghici (n. 30 ianuarie 1998, Roșiorii de Vede, Teleorman, România) este un fotbalist român, care joacă pe post de mijlocaș la CSA Steaua București în Liga a II-a. Pe plan internațional, are prezențe la națională pentru România Sub-19.